# 每一秒都Love for you
每一秒都Love for you（日语：一秒ごとに Love for you）是日本歌手倉木麻衣的第二十九張單曲，於2008年7月9日發行。

## 簡介
- 自單曲「白雪」約1年半後第9次成為動畫名偵探柯南的歌，片頭曲則是自「Growing of my heart」後約2年半。
- 在「名偵探柯南」的開始動畫中，出現了以倉木為原型的動畫人物。
- 首次收錄了B面歌的純音樂版本。
- 初回盤收錄了「每一秒都Love for you」的PV。
- 初動2.1萬，累積銷量3萬。

## 曲目
1. 每一秒都Love for you (4:00)
2. ずっと... (4:13)
3. 每一秒都Love for you -instrumental-
4. ずっと... -instrumental-

## 銷售
| 發售日期     | 排行榜                       | 最高排名 | 總銷量 | 上榜週數 |
| ------------ | ---------------------------- | -------- | ------ | -------- |
| 2008年7月9日 | Oricon Daily Singles Chart   |          |        | 7 週     |
| 2008年7月9日 | Oricon Weekly Singles Chart  | #7       |        | 7 週     |
| 2008年7月9日 | Oricon Monthly Singles Chart |          |        | 7 週     |
| 2008年7月9日 | Oricon Yearly Singles Chart  |          | 29,640 | 7 週     |

| 动画《名侦探柯南》片头曲 2008年6月16日 - 2008年9月8日 |                                   |                            |
| 前作: ZARD 《爱在黑暗中》                             | 倉木麻衣 《每一秒都Love for you》 | 次作: Naifu 《Mysterious》 |